# Keskenyspórás tinóru
A keskenyspórás tinóru (Xerocomellus cisalpinus) a tinórufélék családjába tartozó, Európában és Észak-Afrikában honos, lomberdőkben élő, ehető gombafaj. 

## Megjelenése
A keskenyspórás tinóru kalapja 4-10 cm széles, alakja félgömbös, később, domború, idősen laposan kiterül. Színe okker-, szürkés-, olív- vagy sötétbarna. Felszíne már fiatalon felrepedezik, láthatóvá téve a rózsaszín kalaphúst.
Húsa krémszínű vagy sárgás, sérülésre néhány perc elteltével kissé kékül. Szaga és íze nem jellegzetes.
Termőrétege pórusos. A pórusok fiatalon élénksárgák, olívszín árnyalattal; idősen sárgászöldek lesznek, sérülésre lassan kékülnek.
Tönkje 4,5-8 cm magas és 0,4-0,9 cm vastag. Alakja hengeres, töve kissé bunkósan megvastagodhat. Színe élénksárga, töve vöröses, sérülésre erősen kékül.  
Spórapora olívbarna. Spórája orsó alakú, finoman csíkozott, mérete 11,5-14,5 x 4,3-6,8 μm

### Hasonló fajok
Hasonlíthat hozzá az arany tinóru vagy a hamvas tinóru. 

## Elterjedése és termőhelye
Európában és Észak-Afrikában honos. 
Lombos erdőkben él, ahol elsősorban tölgyekkel, ritkábban bükkel vagy fenyővel alkot gyökérkapcsoltságot. Nyár közepétől őszig terem.

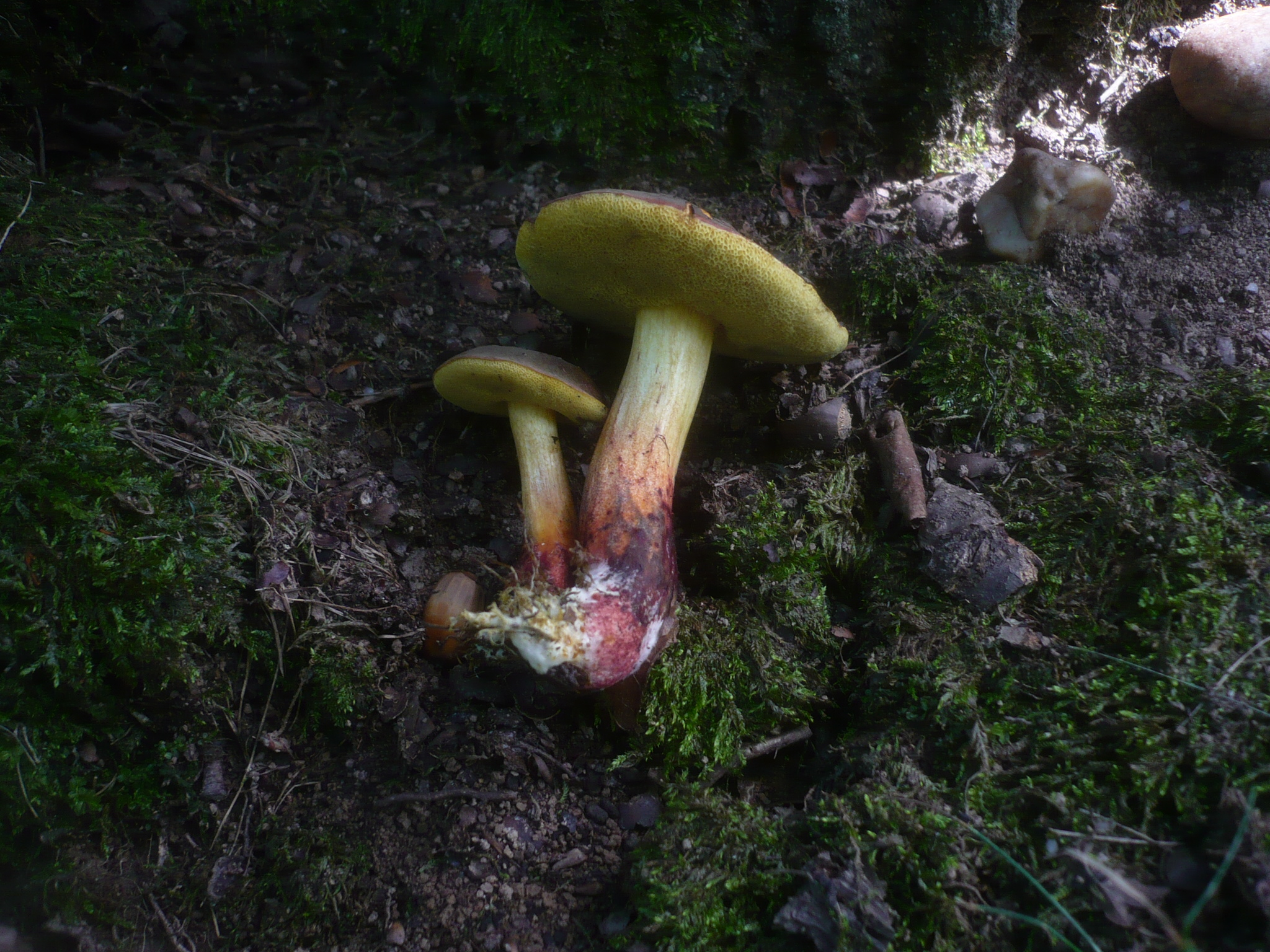
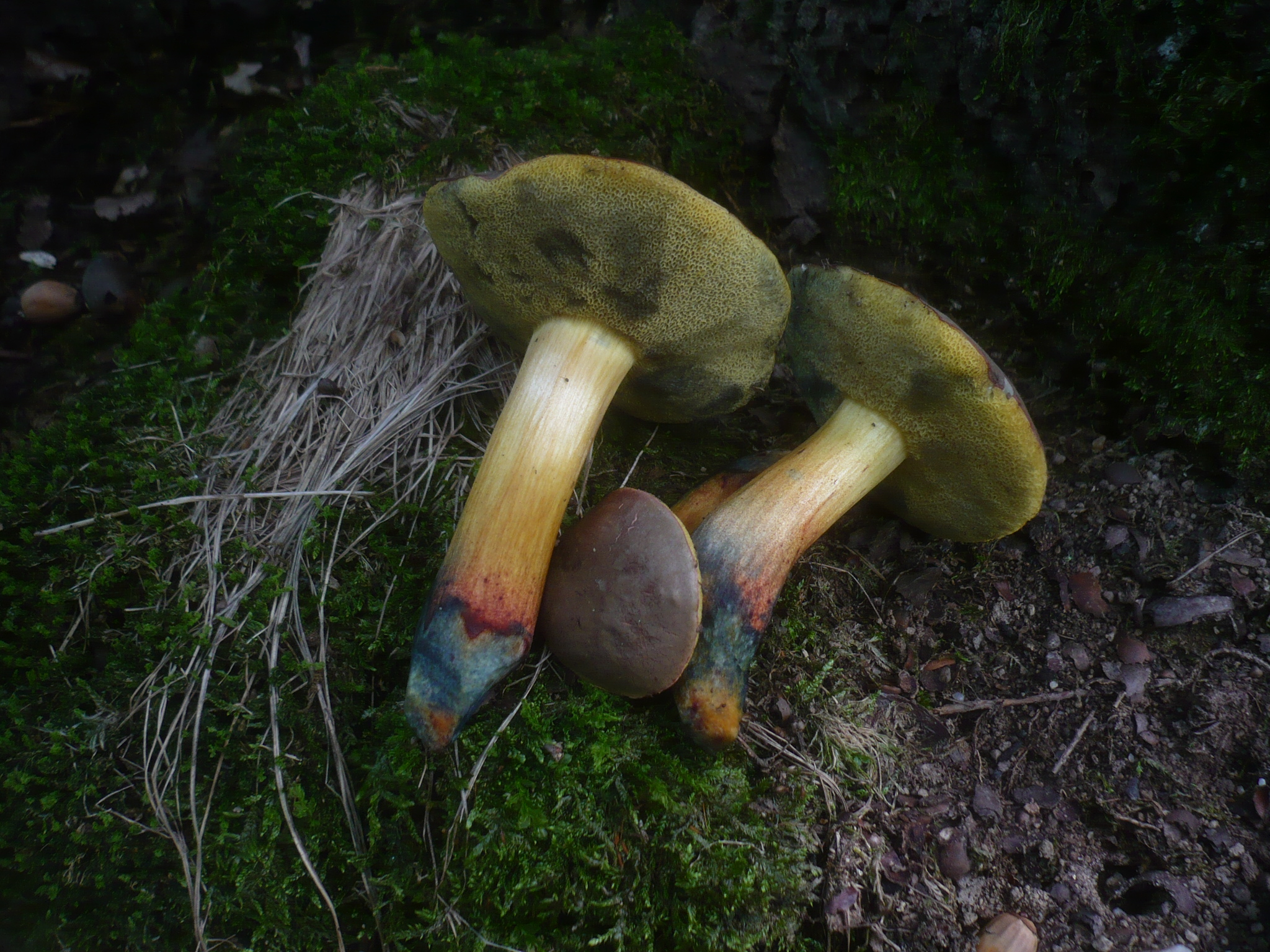

Ehető.   